# Eguisheim
Eguisheim (Duits: Egisheim) is een dorp en gemeente in het Franse departement Haut-Rhin in de regio Grand Est. Eguisheim ligt op vijf kilometer ten zuidwesten van Colmar. De gemeente telde 1.735 inwoners op 1 januari 2022.
In het dorp staan nog veel oude vakwerkhuizen, die in ringvormige straten rondom het dorpsplein met burcht en kapel zijn aangelegd. Eguisheim is lid van Les Plus Beaux Villages de France. Eguisheim ligt aan een bekende wijnroute door de Elzas.

## Geschiedenis
In de middeleeuwen werd het dorp beschermd door een dubbele stadsmuur. Centraal stond het (bescheiden) kasteel van het huis Egisheim. De plaats kende een bloeitijd vanaf de zestiende eeuw dankzij de wijnbouw.

## Geografie
De oppervlakte van Eguisheim bedroeg op 1 januari 2022 14,13 vierkante kilometer; de bevolkingsdichtheid was toen 122,8 inwoners per km².

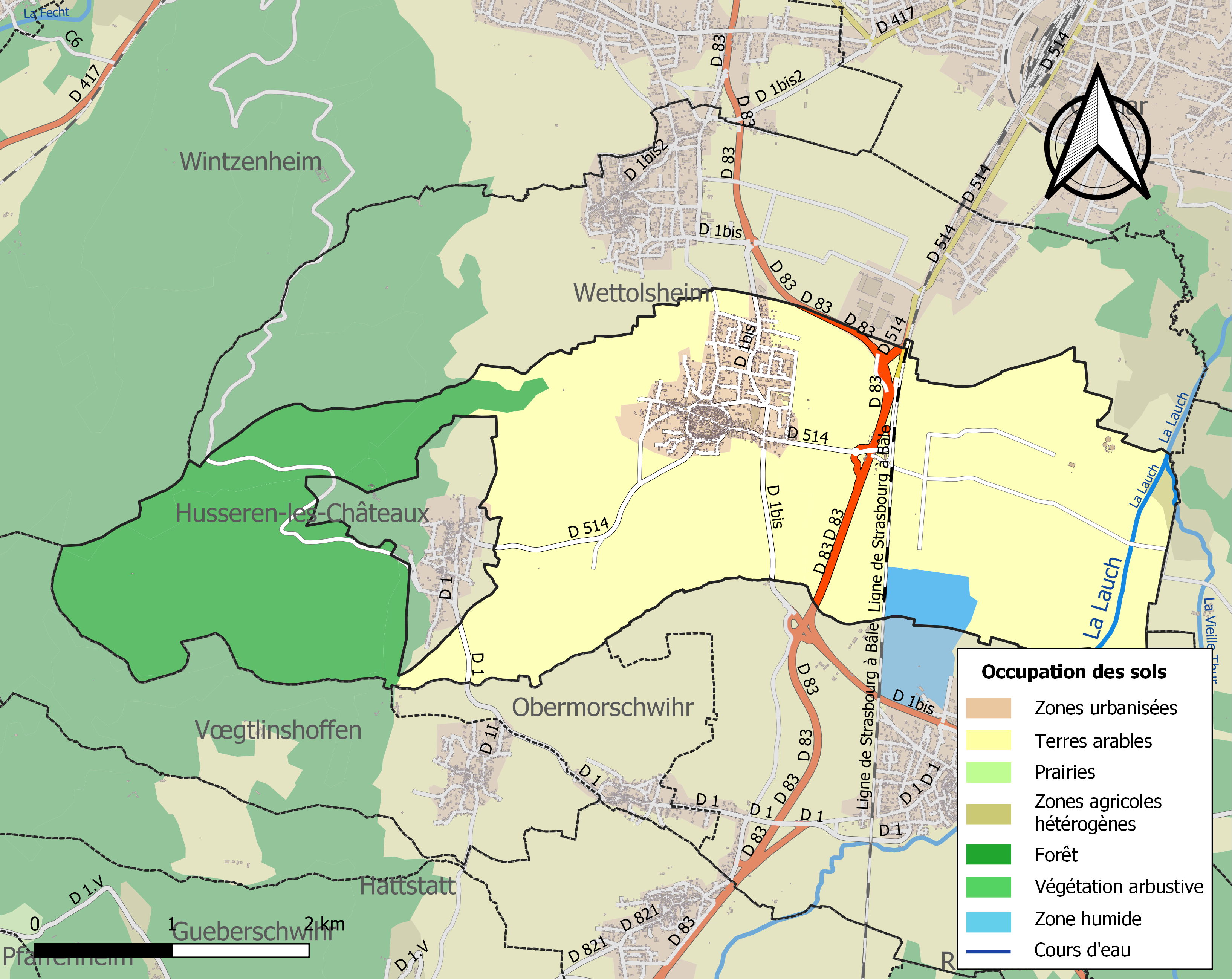
Kaart van de gemeente met de belangrijkste infrastructuur, bodemgebruik en omliggende gemeenten

## Demografie
Onderstaande figuur toont het verloop van het inwonertal (bron: INSEE-tellingen).

## Cultuur
Eguisheim heeft een grote, jaarlijkse kerstmarkt. Op de vrijdag rond het feest van Sint-Lucia (13 december) wordt er een lichtprocessie gehouden ter ere van de heilige Lucia en het Christkindel.

## Geboren in Eguisheim
- Paus Leo IX (1002–1054), geboren als graaf Bruno van Egisheim en Dagsburg
- Hélène Clauzel (1998), wielrenster uit Frankrijk

## Galerij

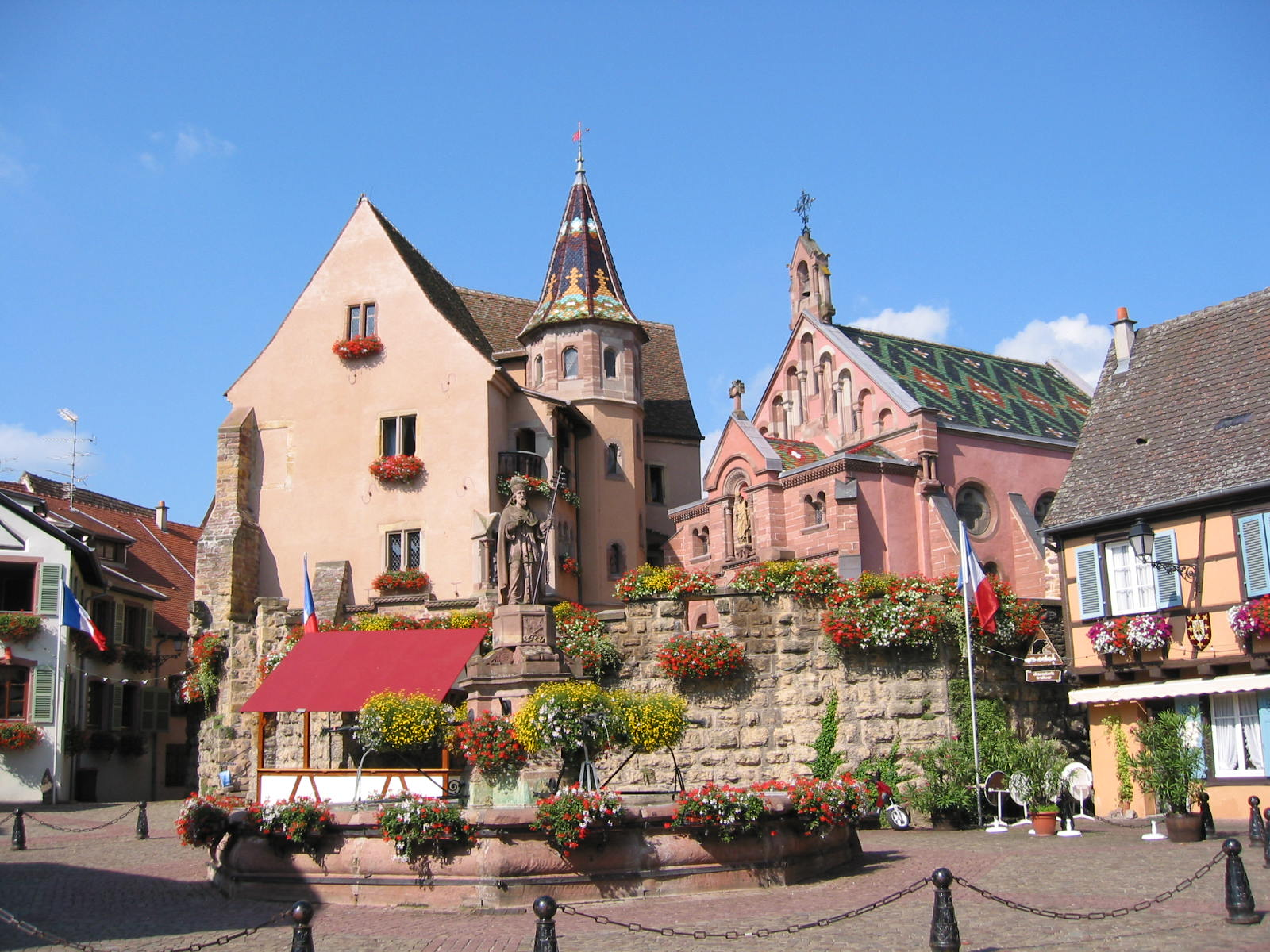
Het kasteel château de Saint-Léon-Pfalz met de kapel in het centrum van Eguisheim
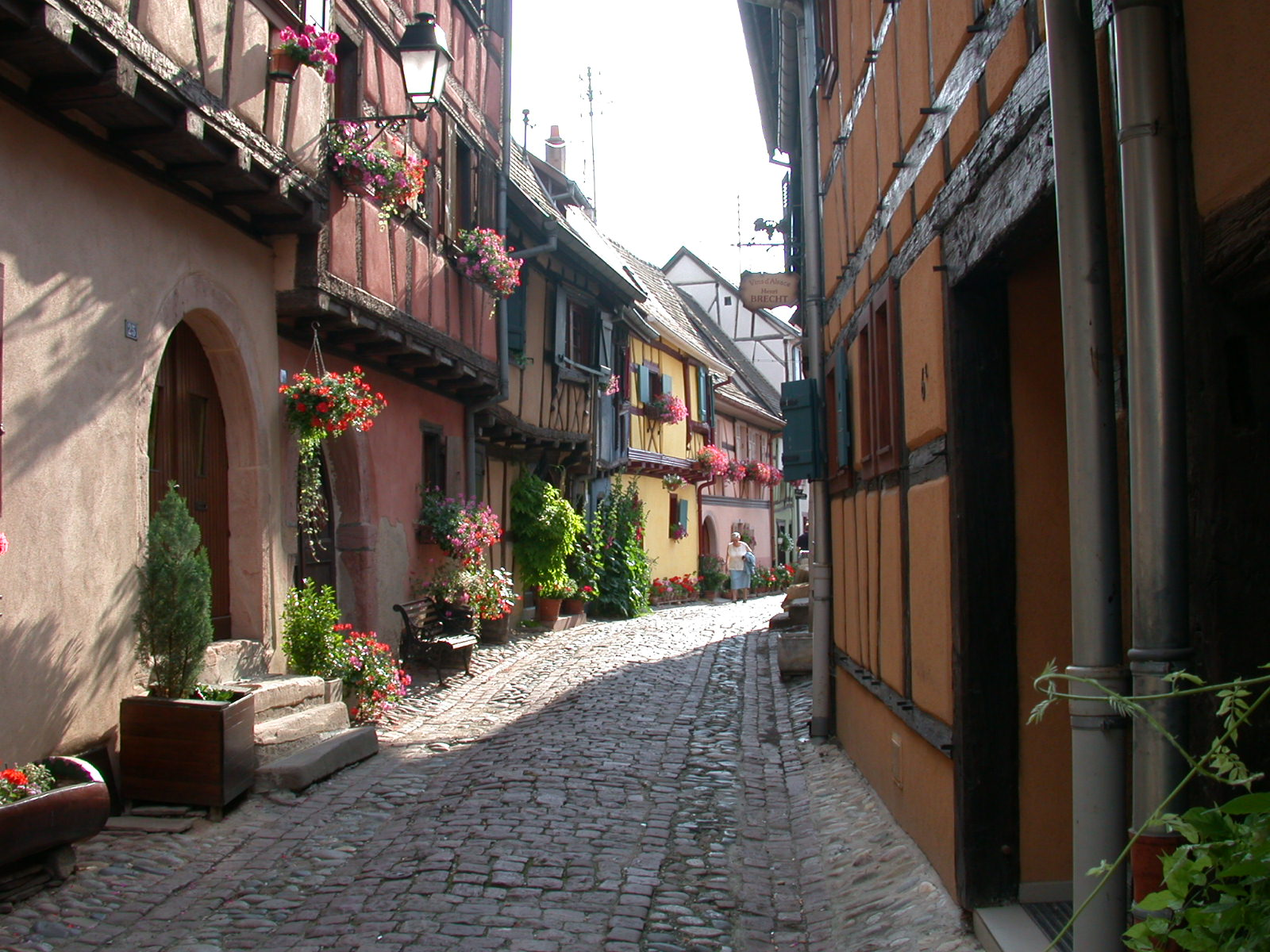
Een van de oude straatjes in Eguisheim
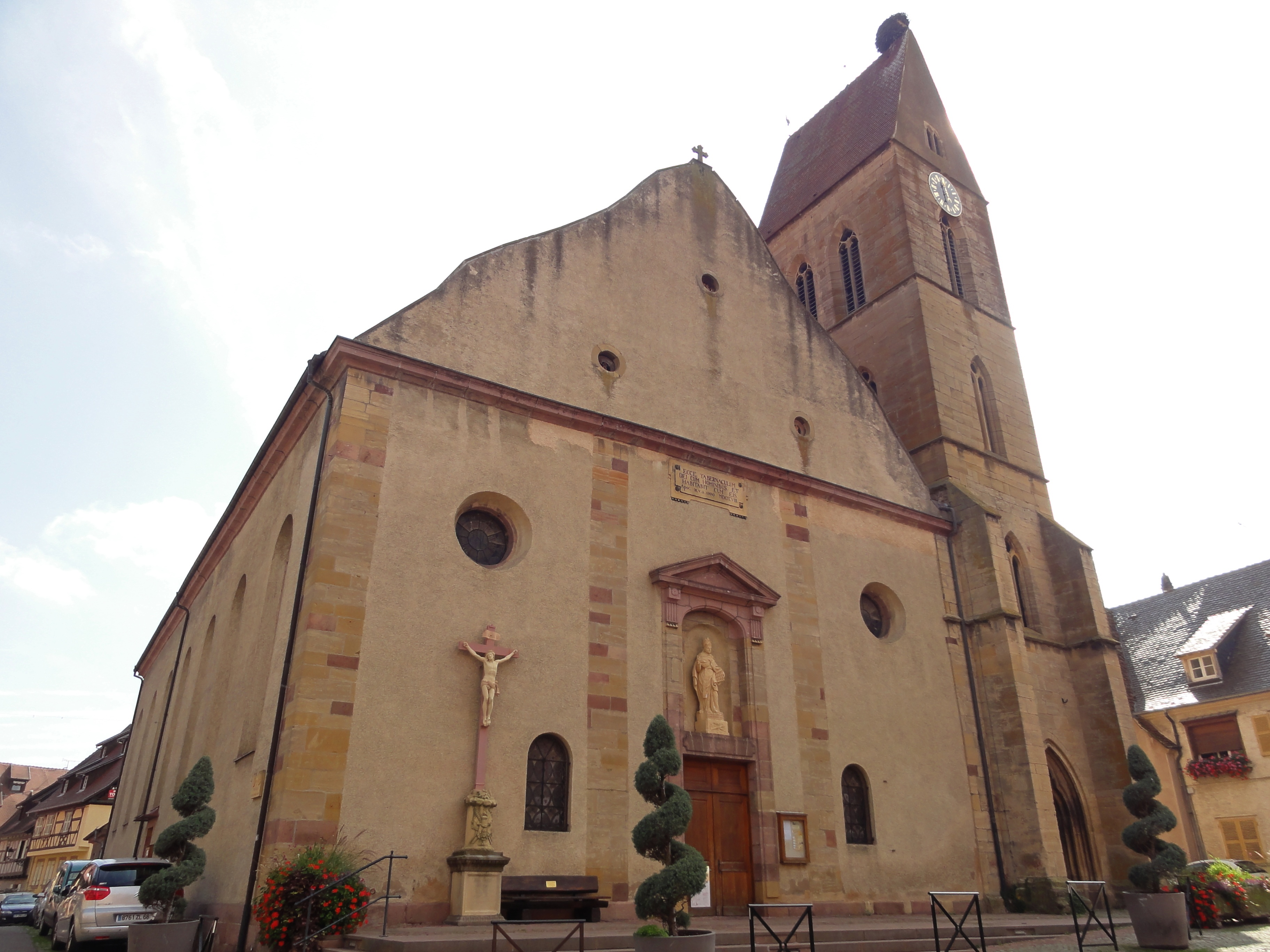
Katholieke kerk Saints-Pierre-et-Paul in Eguisheim

Breitenbach-Haut-Rhin · Eguisheim · Eschbach-au-Val · Griesbach-au-Val · Gueberschwihr · Gundolsheim · Gunsbach · Hattstatt · Herrlisheim-près-Colmar · Hohrod · Husseren-les-Châteaux · Luttenbach-près-Munster · Metzeral · Mittlach · Muhlbach-sur-Munster · Munster · Niedermorschwihr · Obermorschwihr · Osenbach · Pfaffenheim · Rouffach · Sondernach · Soultzbach-les-Bains · Soultzeren · Soultzmatt · Stosswihr · Turckheim · Vœgtlinshoffen · Walbach · Wasserbourg · Westhalten · Wettolsheim · Wintzenheim · Wihr-au-Val · Zimmerbach
(Sortering op regio > departement (vet) > gemeente)